# Raffael Chess
Rafael Souza dos Santos é um enxadrista e youtuber brasileiro. É conhecido pelo seu canal no YouTube Raffael Chess, o maior sobre xadrez do país.

## Carreira
Natural de Cachoeirinha, no Rio Grande do Sul, Rafael Souza dos Santos começou a jogar xadrez aos seis ou sete anos, com os ensinamentos de seus irmãos e seu pai, e relata que ficou fascinado desde o primeiro contato. Na época de escola, Rafael participou de diversos campeonatos, e teve conquistas como ganhar o torneio tradicional da Petrobras, ser tricampeão municipal de Cachoeirinha e conquistar o campeonato estadual por equipes, em 2004, representando a cidade de Montenegro. Rafael alcançou quase 2200 de rating ELO pela Federação Gaúcha de Xadrez (FGX). Com o fim do ensino médio, no entanto, Rafael teve dificuldades em seguir a carreira no xadrez, e decidiu focar em sua profissão de técnico em eletrônica. Rafael ainda participava de torneios esporadicamente, mas via o jogo apenas como um hobby.
Ao perceber a ascensão dos canais de xadrez no YouTube, e em momento de maior estabilidade na carreira, em 2018, Rafael decidiu criar o canal Raffael Chess, com a finalidade de compartilhar conhecimentos sobre o esporte. O canal começou apenas como um hobby. Nos primeiros vídeos, Rafael ensinava alguns xeques-mates básicos e jogava partidas rápidas ao vivo. Com o tempo, Rafael construiu uma base de público considerável e teve vídeos que ficaram famosos, como "Já jogou com o Chess Titans do Windows no nivel máximo?" e "Enfrentei a Beth Harmon com 2700 | O Gambito da Rainha". O canal teve um crescimento considerável no final de 2020, devido à pandemia de COVID-19. Rafael disse que o crescimento repentino do canal surpreendeu a ele e sua esposa, Jenifer, que cuida da parte gráfica.
Rafael passou a fazer análises de torneios e transmissões ao vivo dos grandes eventos do Brasil e do mundo, e assim percebeu que fazer transmissões era uma de suas atividades favoritas. Nesse período, seu canal cresceu a ponto de permiti-lo a sair de seu antigo emprego para se dedicar exclusivamente à criação de conteúdo. Rafael relatou em 2023 que conseguia passar até 12 horas ininterruptas ao vivo. Posteriormente, passou a se dedicar apenas à carreira de youtuber.